# トリプル馬単
トリプル馬単（トリプルうまたん）は、南関東公営競馬の4場およびホッカイドウ競馬の門別競馬場が発売する、「三重勝馬番号二連勝単式」（指定された3つの競走の馬番二連勝単式すべてを当てる）勝馬投票券の名称である。インターネットオンライン投票のSPAT4のみで購入することができる。正式な愛称は「SPAT4 LOTO トリプル馬単」（スパット・フォー・ロト・トリプルうまたん）。

## 発売対象となる主催者・競走
以下の主催者の競走が対象となる。
- 開始当初（2014年6月1日）より - 浦和競馬場、船橋競馬場、大井競馬場
- 2014年8月18日より - 川崎競馬場[1]
- 2014年8月19日より - ホッカイドウ競馬（門別競馬場）[2][3]

各日各主催者につき、指定された3つの競走が対象となる。当面は最終競走から遡った3競走（1日の末尾3競走）を対象とする。

## 発売方式
- 指定3競走のすべてについて、1着・2着を馬番で着順も含め予想し（馬番号二連勝単式）、すべて正しかった場合に的中となる。[6][5]
  - トリプル馬単における対象3競走の全てにおいて、各競馬場のフルゲートで出走する場合の最大組み合わせ数は以下の通り[5]。
    - 大井・門別（フルゲート16頭）　最大1382万4000通り
    - 船橋・川崎（同14頭）　最大602万8568通り
    - 浦和（同12頭）　最大229万9968通り
- インターネット回線を利用した投票のみ。パソコン、タブレットPC、スマートフォンを含む携帯電話から投票可能。[7]
- 1組につき50円以上10円単位（1票=10円）から購入可能[4][5]。即ち1組につき最低50円の購入が必要であるが、同じ組み合わせを複数購入する場合、60円、70円というように、10円ずつの単位で購入できる。異なる組み合わせを複数にまとめて購入する場合も最低50円は購入しなければいけない。
- 大きく「セレクト」「一部セレクト」「ランダム」の3つの購入方法がある[7]。
  - 「セレクト」　対象全レースの組み合わせを自らが選ぶ。特定の1頭の馬番を着順固定して購入する「流し」「フォーメーション」も購入可
  - 「一部セレクト」　対象全レースのうち最低1レースの組み合わせを自らが選び、残りはコンピューターが自動的に予想する
  - 「ランダム」　対象全レースの組み合わせをすべてコンピューターが自動的に予想する。
    - 一部セレクトとランダムはフィーチャーフォンの携帯電話からは利用不可。
- 対象となる競馬場の開催日の原則として午前10時から（ナイター競走の実施日は正午から）「トリプル馬単」の最初の対象競走発走予定時刻5分前まで発売する。[4]

## 払戻
- 払い戻し率は70%とする。[5]
- 払い戻し額は法令により「1票=10円に対して6000万円まで」とされている。したがって、最低購入金額である5票=50円に対して最大3億円の払い戻しを受けられる。[4]
- 基本的に次回のSPAT4発売対象開催日の購入限度額に応じて、会員の指定した銀行口座に振り込んで払い戻しとする。ただしSPAT4発売日であっても、高額払い通し金になった場合などで、銀行の窓口休務日である場合は次回の銀行の窓口営業日に振り込まれる場合がある。[8]

払戻金については、SPAT4の公式サイト、参加各競馬場の公式サイト、スポーツ新聞他に記載される。払戻金は1票=10円に対する払戻金を表示。

### キャリーオーバー
- キャリーオーバー制度を採用している。その日の的中該当者なし、ないしは的中者がいても上記の払戻金上限の金額を上回る場合には、各競馬場（主催者）ごとに繰り越して、次回の発売日の売上金に加算する。[8]
  - （例）2014年6月を例として挙げると、6月1-6日に開催される大井競馬場の最終日・6月6日にキャリーオーバーが発生した場合、その繰越金は次回のトリプル馬単が発売される予定である6月16日の船橋競馬への繰り越しではなく、次回の大井競馬開催（6月22-27日）の初日に当たる6月22日開催分に繰り越される。

## 返還
対象競走のうちの1レースでも天災によって開催不可能となった場合は、その馬券は無効となり全額返還払戻となる。また対象競走において、発売後に出走取消、競走除外などにより出走馬の返還欠場が生じた場合、その返還欠場の対象となった出走馬の馬番号が含まれる組合わせについては、他の対象競走の結果にかかわらず全額返還となる。

## 歴代最高配当
- 45,626,033円（1票=10円に対する払戻金）
- 228,130,165円（最低購入金額である5票=50円に対する払戻金）
  - 2021年6月10日、大井競馬場[9]